# Dante Cocolo
Dante Cocolo, né le 27 janvier 1954 à Toulouse, est un coureur cycliste français, professionnel en 1978 et 1979

## Palmarès
- 1981
  - Grand Prix d'Espéraza
- 1982
  - Ronde du Queyran
  - 2e du Tour du Haut-Languedoc
  - 3e du Grand Prix de Monpazier
- 1983
  - Circuit méditerranéen

## Résultats sur les grands tours

### Tour de France
1 participation
- 1978 : 77e